# Bezzia murphyi
Bezzia murphyi är en tvåvingeart som först beskrevs av Clastrier och Wirth 1961.  Bezzia murphyi ingår i släktet Bezzia och familjen svidknott. Inga underarter finns listade i Catalogue of Life.